# Ángela Carneiro
Ângela Lemos Carneiro (Río de Janeiro, 1954) es una escritora, ilustradora, y traductora brasileña.
Obtuvo una licenciatura en pedagogía por la Pontificia Universidad Católica de Río de Janeiro (PUC/RJ), y luego una maestría en educación, realizando la defensa de su tesis sobre creatividad. Estudió también artes plásticas y lenguas vivas. Fue profesora de expresión gráfica en la Facultad de Arquitectura y Urbanismo de la UFRJ.

## Honores
Fue premiada varias veces, destacándose el Premio Jabuti de Literatura (Categoría Mejor Libro Infantil o Juvenil por su texto Caixa Postal 1989) (FNLIJ). 

## Algunas publicaciones
- Quem acorda, sonha. Vol. 6 de Coleção assim é se lhe parece. Doze olhos e uma história. Con Lia Neiva, Sylvia Orthof. Ilustró Elisabeth Teixeira, Roger Mello, Mariana Massarani. Ed. Ediouro, 1994 ISBN 8500126922, ISBN 9788500126925

- Um pouco aqui, um pouco lá. Vol. 1 de Coleção Vôo livre. Con Silvio Moura Dias. Ed. Augustus, 1994, 31 pp. ISBN 8585497343, ISBN 9788585497347

- Festa de 15 anos. Con Lais Dias. Ed. Prumo. 124 pp. ISBN 8579271762, ISBN 9788579271762

- 'Eu Te Procuro e o Caixa Postal 1989. Ed. Olympio. ISBN 8503006197, ISBN 9788503006194

- Nos Traços De Michelangelo. Con Iassen Ghiuselev. Ed. Ática.[2] 40 pp. ISBN 8508114613, ISBN 9788508114610

- Palavras de fumaça. Ed. Prumo. 96 pp. ISBN 8579270642, ISBN 9788579270642

- Rodas, pra que te quero!. Con Marcela Cálamo. Ed. Ática[3] 56 pp. ISBN 8508102895, ISBN 9788508102891